# بيتر برادبري
بيتر برادبري (12 مارس 1950 - )  (بالإنجليزية: Peter Bradbury)‏ هو لاعب كريكت بريطاني.